# Calymmaria sueni
Calymmaria sueni là một loài nhện trong họ Hahniidae.
Loài này thuộc chi Calymmaria. Calymmaria sueni được miêu tả năm 2004 bởi Heiss & Draney.